# Костакис Артиматас
Костакис Артиматас (на гръцки: Κωστάκης Αρτυματάς) е кипърски футболист, защитник, който играе за АПОЕЛ.

## Кариера
Започва кариерата си в школата на Еносис Паралимни, а на 16-годишна възраст преминава в академията на английския Нотингам Форест.
Завръща се в Кипър през 2012 г. и подписва с Еносис Паралимни. Дебютира на 15 септември 2012 г. при 1:1 срещу Анортозис. На 14 юни 2013 г. е закупен от АПОЕЛ за сумата от €120 000. Подписва договор за 4 години. Дебютира срещу Алки Ларнака, а мачът завършва 3:0. В евротурнирите играе при загубата с 0:2 от Айнтрахт Франкфурт в груповата фаза на Лига Европа. В този си сезон печели всички трофеи в страната. През сезон 2014/15 добавя още две отличия след спечелена титла и купа.

### Национален отбор
Първият му мач за мъжкия тим на страната е на 12 октомври 2012 г. като гост на Словения. Появява се в игра в 46-а минута като резерва при загубата с 1:2.

## Успехи
АПОЕЛ Никозия
- Кипърска първа дивизия (3): 2013/14, 2014/15, 2015/16
- Носител на Купата на Кипър (2): 2014, 2015
- Носител на Суперкупата на Кипър (1): 2013